# Alouise
Louise Nipper, bedre kendt som Alouise, er en pop-sangerinde og lydtekniker fra Danmark.

## Diskografi
- A'Louise (2005)
- Go on and judge (2007)
- Langtidsholdbar (2008)
- Isbryder (2012)